# Lista odcinków serialu animowanego W.I.T.C.H. Czarodziejki
W artykule znajduje się lista odcinków serialu animowanego W.I.T.C.H. Czarodziejki.

## Przegląd sezonów
| Seria | Seria | Liczba odcinków | Premierowa emisja w USA ABC Kids | Premierowa emisja w USA ABC Kids | Premierowa emisja w Polsce Polsat (seria 1)/ Jetix (seria 2) | Premierowa emisja w Polsce Polsat (seria 1)/ Jetix (seria 2) |
| Seria | Seria | Liczba odcinków | Premiera                         | Finał                            | Premiera                                                     | Finał                                                        |
| ----- | ----- | --------------- | -------------------------------- | -------------------------------- | ------------------------------------------------------------ | ------------------------------------------------------------ |
|       | 1     | 26              | 18 grudnia 2004                  | 17 sierpnia 2005                 | 1 maja 2005                                                  | 16 października 2005                                         |
|       | 2     | 26              | 5 czerwca 2006                   | 23 grudnia 2006                  | 6 listopada 2006                                             | 20 czerwca 2007                                              |

## Seria 1 (2004-2005)
| №  | #  | Tytuł                             | Polski tytuł                 | Premiera         | Premiera w Polsce (Polsat) |
| -- | -- | --------------------------------- | ---------------------------- | ---------------- | -------------------------- |
| 1  | 1  | It Begins                         | Początek                     | 18 grudnia 2004  | 1 maja 2005                |
| 2  | 2  | It Resumes                        | Ciąg dalszy                  | 18 grudnia 2004  | 8 maja 2005                |
| 3  | 3  | The Key                           | Klucz                        | 29 stycznia 2005 | 15 maja 2005               |
| 4  | 4  | Happy Birthday Will               | Wszystkiego najlepszego Will | 5 lutego 2005    | 22 maja 2005               |
| 5  | 5  | A Service To The Community        | Prace społeczne              | 12 lutego 2005   | 26 maja 2005               |
| 6  | 6  | The Labirynth                     | Labirynt                     | 19 lutego 2005   | 29 maja 2005               |
| 7  | 7  | Divide And Conquer                | Dziel i rządź                | 26 lutego 2005   | 5 czerwca 2005             |
| 8  | 8  | Ambush At Torus Filney            | Zasadzka w Torus Filney      | 5 marca 2005     | 12 czerwca 2005            |
| 9  | 9  | Return Of The Tracker             | Powrót Tropiciela            | 12 marca 2005    | 19 czerwca 2005            |
| 10 | 10 | Framed                            | Żywy obraz                   | 19 marca 2005    | 26 czerwca 2005            |
| 11 | 11 | The Stone Of Threbe               | Kamień Threbe                | 2 kwietnia 2005  | 3 lipca 2005               |
| 12 | 12 | The Princess Revealed             | Odnaleziona księżniczka      | 16 kwietnia 2005 | 10 lipca 2005              |
| 13 | 13 | Stop The Presses                  | Wiadomość z ostatniej chwili | 23 kwietnia 2005 | 17 lipca 2005              |
| 14 | 14 | Parent’s Night                    | Noc rodziców                 | 30 kwietnia 2005 | 24 lipca 2005              |
| 15 | 15 | The Mudslugs                      | Błotne ślimaki               | 7 maja 2005      | 31 lipca 2005              |
| 16 | 16 | Walk This Way                     | Potworny spacer              | 20 maja 2005     | 7 sierpnia 2005            |
| 17 | 17 | Ghosts Of Elyon                   | Duchy Elyon                  | 23 maja 2005     | 14 sierpnia 2005           |
| 18 | 18 | The Mogriffs                      | Pozory mylą                  | 6 czerwca 2005   | 21 sierpnia 2005           |
| 19 | 19 | The Underwater Mines              | Podwodna kopalnia            | 13 czerwca 2005  | 28 sierpnia 2005           |
| 20 | 20 | The Seal Of Phobos                | Pieczęść Fobosa              | 20 czerwca 2005  | 4 września 2005            |
| 21 | 21 | Escape From Cavigor               | Ucieczka z Cavigoru          | 27 czerwca 2005  | 11 września 2005           |
| 22 | 22 | Caleb’s Challenge                 | Wyzwanie                     | 11 lipca 2005    | 18 września 2005           |
| 23 | 23 | The Battle Of The Meridian Plains | Bitwa na Polach Meridianu    | 25 lipca 2005    | 25 września 2005           |
| 24 | 24 | The Rebel Rescue                  | Na ratunek                   | 1 sierpnia 2005  | 2 października 2005        |
| 25 | 25 | The Stolen Heart                  | Skradzione Serce             | 8 sierpnia 2005  | 9 października 2005        |
| 26 | 26 | The Final Battle                  | Ostatnia bitwa               | 17 sierpnia 2005 | 16 października 2005       |

## Seria 2 (2006)
| №  | #  | Tytuł               | Polski tytuł      | Premiera             | Premiera w Polsce (Jetix) |
| -- | -- | ------------------- | ----------------- | -------------------- | ------------------------- |
| 27 | 1  | A is for Anonymous  | Anonimowa         | 5 czerwca 2006       | 6 listopada 2006          |
| 28 | 2  | B is for Betrayal   | Zdrada            | 16 czerwca 2006      | 7 listopada 2006          |
| 29 | 3  | C is for Changes    | Zmiany            | 19 czerwca 2006      | 8 listopada 2006          |
| 30 | 4  | D is for Dangerous  | Niebezpieczeństwo | 26 czerwca 2006      | 9 listopada 2006          |
| 31 | 5  | E is for Enemy      | Wróg              | 14 lipca 2006        | 10 listopada 2006         |
| 32 | 6  | F is for Facades    | Fasady            | 17 lipca 2006        | 13 listopada 2006         |
| 33 | 7  | G is for Garbage    | Śmieci            | 24 lipca 2006        | 14 listopada 2006         |
| 34 | 8  | H is for Hunted     | Polowanie         | 31 lipca 2006        | 15 listopada 2006         |
| 35 | 9  | I is for Illusion   | Iluzja            | 9 sierpnia 2006      | 16 listopada 2006         |
| 36 | 10 | J is for Jewel      | Klejnot           | 14 sierpnia 2006     | 17 listopada 2006         |
| 37 | 11 | K is for Knowledge  | Wiedza            | 21 sierpnia 2006     | 20 listopada 2006         |
| 38 | 12 | L is for Loser      | Frajer            | 27 sierpnia 2006     | 21 listopada 2006         |
| 39 | 13 | M is for Mercy      | Łaska             | 9 września 2006      | 22 listopada 2006         |
| 40 | 14 | N is for Narcissist | Egoistka          | 16 września 2006     | 4 czerwca 2007            |
| 41 | 15 | O is for Obedience  | Posłuszeństwo     | 23 września 2006     | 5 czerwca 2007            |
| 42 | 16 | P is for Protectors | Obrońcy           | 30 września 2006     | 6 czerwca 2007            |
| 43 | 17 | Q is for Quarry     | Ofiara            | 7 października 2006  | 7 czerwca 2007            |
| 44 | 18 | R is for Relentless | Nieustępliwa      | 14 października 2006 | 8 czerwca 2007            |
| 45 | 19 | S is for Self       | Ego               | 21 października 2006 | 11 czerwca 2007           |
| 46 | 20 | T is for Trauma     | Trauma            | 4 listopada 2006     | 12 czerwca 2007           |
| 47 | 21 | U is for Undivided  | Nierozłączne      | 11 listopada 2006    | 13 czerwca 2007           |
| 48 | 22 | V is for Victory    | Zwycięstwo        | 18 listopada 2006    | 14 czerwca 2007           |
| 49 | 23 | W is for Witch      | Wiedźma           | 28 października 2006 | 15 czerwca 2007           |
| 50 | 24 | X is for Xanadu     | Zanadu            | 9 grudnia 2006       | 18 czerwca 2007           |
| 51 | 25 | Y is for Yield      | Poddaj się        | 16 grudnia 2006      | 19 czerwca 2007           |
| 52 | 26 | Z is for Zenith     | Szczyt            | 23 grudnia 2006      | 20 czerwca 2007           |